# Hamdun
Hamdun (arab. حمدون) – wieś w Syrii, w muhafazie Aleppo, w dystrykcie Ajn al-Arab. W 2004 roku liczyła 498 mieszkańców.